# ATP Challenger Yvetot
Der ATP Challenger Yvetot (offiziell: Yvetot Challenger) war ein Tennisturnier, das 1992 in Yvetot, Frankreich, stattfand. Es gehörte zur ATP Challenger Tour und wurde im Freien auf Sand gespielt.

## Liste der Sieger

### Einzel
| Jahr | Sieger        | Finalgegner   | Ergebnis      |
| ---- | ------------- | ------------- | ------------- |
| 1992 | Ronald Agénor | Àlex Corretja | 6:4, 2:6, 7:5 |

### Doppel
| Jahr | Sieger                           | Finalgegner               | Ergebnis      |
| ---- | -------------------------------- | ------------------------- | ------------- |
| 1992 | Mårten Renström Mikael Tillström | Jaime Oncins Tomáš Anzari | 7:6, 5:7, 6:2 |